# Шульц, Марк
Марк Филип Шульц (англ. Mark Philip Schultz; род. 26 октября 1960, Пало-Алто, Калифорния) — американский борец вольного стиля, чемпион Олимпийских игр, двукратный чемпион мира, обладатель Кубка мира, чемпион Панамериканских игр, чемпион США по вольной борьбе (1984—1987), четырёхкратный чемпион США по вольной борьбе по версии NCCA (1981—1983). Брат Дейва Шульца, также олимпийского чемпиона по вольной борьбе.

## Биография
Родился в Пало-Алто. Начал заниматься борьбой в средней школе, в школьное время не завоёвывал титулов по борьбе среди взрослых, исключая чемпионат штата. До борьбы он занимался гимнастикой, и даже победил на чемпионате Калифорнии в своей возрастной группе. Затем обучался в Университете Оклахомы, где продолжал занятия борьбой, побеждая на национальных чемпионатах студенческой ассоциации.
В 1982 году стал обладателем Кубка мира. В 1983 году на чемпионате мира был только седьмым.
На Летних Олимпийских играх 1984 года в Лос-Анджелесе боролся в категории до 82 килограммов (средний вес). 22 участника турнира в этой категории были разделены на две группы. За победу в схватках присуждались баллы, от 4 баллов за чистую победу, и 0 баллов за чистое поражение. Когда в каждой группе определялись три борца с наибольшими баллами (борьба проходила по системе с выбыванием после двух поражений), они разыгрывали между собой места в группе. Затем победители групп встречались в схватке за первое—второе места, занявшие второе место — за третье—четвёртое места, занявшие третье место — за пятое—шестое места. По итогам первой схватки с турецким борцом Решитом Карабаджаком, получившим травму, после рассмотрения протеста турецкой стороны Марк Шульц был объявлен проигравшим ввиду дисквалификации. Победив во всех остальных схватках, Шульц стал чемпионом Олимпийских игр.
| Круг                           | Соперник         | Результат | Основание                               | Время схватки |
| ------------------------------ | ---------------- | --------- | --------------------------------------- | ------------- |
| 1                              | Решит Карабаджак | Поражение | Дисквалификация (0 баллов)              | 0:30          |
| 2                              | Кен Рейнсфильд   | Победа    | 16-7 (3,5 балла)                        |               |
| 3                              | Крис Ринке       | Победа    | 5-3 (3 балла)                           | 3:0           |
| 4                              | Лучано Ортелли   | Победа    | Туше (4 балла)                          | 1:36          |
| Финал в группе «Б» (встреча 1) | Крис Ринке       | Победа    | Зачёт предварительной встречи (3 балла) |               |
| Финал                          | Хидэюки Нагасима | Победа    | 13-0 (4 балла)                          | 1:59          |

В 1985 году занял первое место на турнире, названном «Суперчемпионат мира», и стал чемпионом мира на регулярном чемпионате. В 1987 году выиграл Панамериканский чемпионат и Панамериканские игры и стал двукратным чемпионом мира.
На Летних Олимпийских играх 1988 года в Сеуле боролся в категории до 82 килограммов (средний вес). Участники турнира, числом в 29 человек в категории, были разделены на две группы. Регламент, в основном, остался прежним, только в финальные схватки из группы выходили по четыре лучших спортсмена из группы. Марк Шульц проиграл две последние схватки в группе, занял третье место в группе, а на схватку за пятое место не вышел, заняв итоговое шестое место.
| Круг                 | Соперник            | Результат | Основание        | Время схватки |
| -------------------- | ------------------- | --------- | ---------------- | ------------- |
| 1                    | Александр Нанев     | Победа    | 4-0 (3 балла)    |               |
| 2                    | Рейнер Трик         | Победа    | 16-1 (3,5 балла) |               |
| 3                    | Анджей Ражомский    | Победа    | 8-1 (3 балла)    |               |
| 4                    | Виктор Кодей        | Победа    | Туше (4 балла)   | 1:41          |
| 5                    | Ханс Гстёттнер      | Победа    | Туше (4 балла)   | 2:02          |
| 6                    | Александр Тамбовцев | Поражение | 3-7 (1 балл)     |               |
| 7                    | Неджми Генчалп      | Поражение | 0-14 (1 балл)    |               |
| Финал (за 5-6 место) | Пунцагиин Сухбат    | Поражение | Неявка           |               |

В 1988 году оставил карьеру. В 1996 году вернулся, но уже в качестве бойца MMA (помимо того, что Марк Шульц был борцом, он много тренировался и в бразильском джиу-джитсу), заменив на чемпионате UFC-9 Дейва Бенету, и в схватке с Гари Гудриджем добился победы (бой был остановлен из-за рассечения у Гудриджа). Это было единственным случаем выступления Марка Шульца в смешанных единоборствах.
Член Национального зала славы борьбы США (1995). Лучший борец года США (1987). В 1991 году занесён в Книгу рекордов Гиннесса как один из трёх самых титулованных борцов США.

## В искусстве
О жизни Марка Шульца и его брата Дейва Шульца Беннетт Миллер снял в 2014 году фильм «Охотник на лис».